# Lawrence West (aviron)
Pour les articles homonymes, voir Lawrence West et West.
Lawrence West, né en 1935, est un rameur canadien. Il participe aux Jeux olympiques d'été de 1956 dans l'épreuve du huit et remporte la médaille d'argent.

## Palmarès

### Jeux olympiques
- Jeux olympiques de 1956 à Melbourne,  Australie
  -  Médaille d'argent.